# Pietro de' Marchesi
Pietro de' Marchesi (falecido em 1544) foi um prelado católico romano que serviu como bispo de Massa Lubrense de 1521 a 1544.

## Carreira
No dia 12 de abril de 1521, Marchesi foi nomeado durante o papado do Papa Leão X como Bispo de Massa Lubrense. Serviu como Bispo de Massa Lubrense até à sua morte em 1544.